# Джовани Порта
Вижте пояснителната страница за други личности с името Джовани.
Джовани Порта (на италиански: Giovanni Porta е италиански композитор, автор на опери и църковна музика, един от майсторите на операта през 18 век и един от водещите венециански музиканти. Предполага се че е роден във Венеция, около 1675 година, починал е в Мюнхен на 21 юни 1755 година.
Известно е, че в периода 1706 – 1716 година живее в Рим, в дома на кардинал Отобони. От 24 май 1726 до 27 септември 1731 година заема най-високия пост maestro di coro в Ospedale della Pietà – конвент, сиропиталище и музикална школа във Венеция. Там наследява поста от починалия Карло Луиджи Пиетра Груа (Carlo Luigi Pietra Grua, 1665 – 1726). Кандидатите за този пост били много, тъй като не само престижен, но и носел финансова стабилност. Наред с преподавателската дейност (клавир и пеене) и диригентството, Джовани Порта композира голям брой мотети и – макар това да му се удавало по-бавно – написва няколко опери.
През 1720 година посещава Лондон, където неговата опера „Нумитор“ („Numitore“) по либрето на Паоло Роли (Paolo Rolli) е изпълнена при тържественото откриване на Кралската музикална академия (2 април 1720 година).
През 1733 година, вероятно по финансови съображения, Джовани Порта прави постъпки да заеме и втори пост като maestro di composicionne в конвента Ospedale dei Derelitti, чието ръководство искало да засили музикалното обучение сред питомците. Впоследствие обаче Порта се отказва от този ангажимент.
През 1736 година Порта участва в конкурс за капелмайстор (maestro di capella) в църквата в Сан Марко. Стига до финала заедно с Карло Палороло (Carlo Pollarolo) и Антонио Лоти (Antonio Lotti), който печели конкурса. Загубата на Порта изглежда е предизвикала шумен скандал във Венеция, защото още същата година той напуска града и заминава за Мюнхен, където прекарва последните 18 години от живота си. Там е поканен за Hoffkapellmeister, дава уроци по чембало и композиция, свири в оркестъра и композира за баварския двор над 200 кантати, меси, псалми, мотети, серенади, църковни песнопения, както и няколко опери. Написаната през 1744 година опера „Смъртта на Сципион“ („Traum des Scipio“) е посветена на кайзер Карл Алберт VII.